# Jason Pominville
Jason John Pominville (Repentigny, 30 novembre 1982) è un hockeista su ghiaccio statunitense professionista, che gioca nel ruolo di ala destra.

## Carriera
Dalla stagione 2003-2004 ha giocato per i Buffalo Sabres, di cui, dal 6 ottobre 2011, ha ricoperto il ruolo di capitano. Pominville, pur essendo nato in Canada, ha scelto di giocare per la nazionale statunitense. Nel 2002 fu inserito, come giocatore degli Shawinigan Cataractes, nell'All-Star Team della QMJHL, mentre nel 2012 ha preso parte all'All Star Game della National Hockey League. Nel corso del lock-out della stagione 2012-2013 ha giocato in Germania per gli Adler Mannheim, tornando ai Sabres al termine dello stesso. Dal 2013 milita nei Minnesota Wild.